# Ragna Broo-Juter
Ragna Broo-Juter, Ragna Eugenia Margit Broberg, född 4 oktober 1905 i Stockholm, död 25 maj 1997 i Toronto, var en svensk skådespelare. Hon var dotter till manusförfattaren Ragnhild Broberg och gifte sig på 1930-talet med Gösta Berlin och 1953 med Edward Moore.

## Filmografi
- 1930 – Vi två
- 1930 – Den farliga leken
- 1930 – Doktorns hemlighet
- 1933 – Halta Lena och vindögde Per

## Teater

### Roller (ej komplett)
| År   | Roll               | Produktion                                                             | Regi            | Teater      |
| ---- | ------------------ | ---------------------------------------------------------------------- | --------------- | ----------- |
| 1928 | Fågel Purpurtjänst | Fåglarna (Ὄρνιθες Ornithes) Aristofanes                                | Olof Molander   | Dramaten    |
| 1932 |                    | Värdshuset Vita hästen (Im weißen Rößl) Hans Müller och Ralph Benatzky | A.W. Sandberg   | Vasateatern |
| 1932 | Grace              | Broadway Philip Dunning och George Abbott                              | Mauritz Stiller | Vasateatern |
| 1933 |                    | Charleys tant (Charley's Aunt) Brandon Thomas                          |                 | Folkan      |

### Fotnoter
1. ↑  ”Ragna Broo-Juter”. Svensk Filmdatabas. http://www.sfi.se/sv/svensk-filmdatabas/Item/?type=PERSON&itemid=59298&ref=%2ftemplates%2fSwedishFilmSearchResult.aspx%3fid%3d1225%26epslanguage%3dsv%26searchword%3dRagna+Broo-Juter%26type%3dPerson%26match%3dBegin%26page%3d1%26prom%3dFalse. Läst 18 februari 2013.
2. ↑  Åbergsson (7 september 1932). ”Vita hästen succès på Vasan: Trevligt sångspel, underhållande framfört”. Dagens Nyheter:  s. 1. https://arkivet.dn.se/tidning/1932-09-07/243/1. Läst 23 mars 2024.
3. ↑  ”Broadway”. Musikverket. https://calmview.musikverk.se/CalmView/Record.aspx?src=CalmView.Performance&id=PERF14529&pos=63. Läst 20 april 2024.
4. ↑  ”Teater, musik, film”. Dagens Nyheter:  s. 7. 2 februari 1933. http://arkivet.dn.se/arkivet/tidning/1933-02-02/31/7. Läst 14 juli 2015.